# Panthera gombaszoegensis
O jaguar-europeu (Panthera gombaszoegensis) é a espécie mais antiga do género Panthera identificada até ao momento e viveu há cerca de 1,5 milhões de anos, durante o final do Plioceno e início do Pleistoceno, na faixa compreendida entre as actuais Itália e Reino Unido. O jaguar europeu tinha maiores dimensões que a variedade actual americana e supõe-se que caçasse presas maiores do que ele. Estudos revelam que o jaguar era negro fosse parecido com o tigre dentes de sabre, mas os seus dentes caninos não eram tão grandes.

## Fósseis

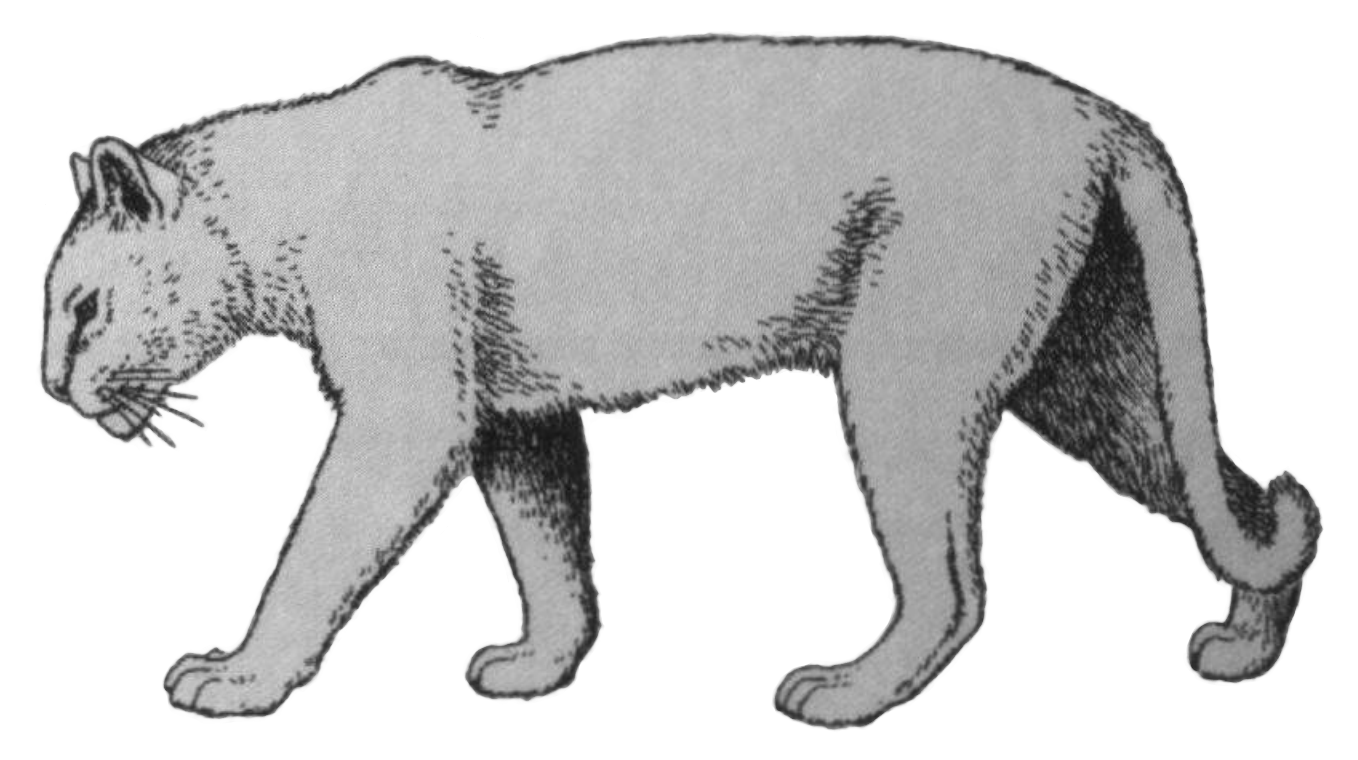
jaguar europeu reconstruido representaçao

Os primeiros restos de fósseis foram encontrados em Olivola, Itália. A esses exemplares fósseis chamados de Panthera Tuscana, sucederam-se outras amostras subsequentes que foram encontradas na Inglaterra, Alemanha, Espanha, França e Holanda. O jaguar-europeu é, por vezes, referido como uma subespécie do jaguar (Panthera onca),contudo julgasse que tanto o jaguar) (Panthera onca), o leão (Panthera Leo), o tigre (Panthera Tigri) como o Jaguar-europeu (P. gombaszoegensis) partilham de um ancestral comum, embora não exista ainda certezas que confirmem essa possibilidade.
Parece que a forma tem vindo a sofrer alterações. Julga-se que o tamanho era, inicialmente, pequeno, depois aumentou, atingindo a dimensão máxima e mais tarde, no Pleistoceno Médio, voltou a reduzir o seu tamanho. Os jaguars eram maiores do que os seus contrapartes na América do Sul e, provavelmente, capazes de derrubar presas de maior tamanho. A sua extinção decorreu pouco tempo depois do aparecimento de duas espécies de panthera: o Leão e o Leopardo.
Fósseis com uma forma semelhante ao P. gombaszoegensis foram encontrados e datam do Pleistoceno na África Ocidental, com características tanto de leão com de tigre, o que sugere um cruzamento entre ambas as espécies.

## Comportamento
O jaguar-europeu foi provavelmente um animal solitário, com hábitos similares aos dos jaguares modernos, visto que vivia em bosques. Pesquisas recentes sugerem que a relação entre Panthera gombaszoegensis e os habitats florestais não seria tão manifesta quanto outrora se assumiu.

## O Habitat e o Meio Ambiente
A Europa em que viveu o jagua-europeu não era a mesma que existe hoje em dia. As suas parecenças vertiam mais para a Savana Africana, com árvores dispersos por entre os prados. O clima a fauna apresentavam características únicas.